# Ernst Haas (roer)
Ernst Haas (ukendt fødeår - ukendt dødsår) var en schweizisk roer.
Haas vandt sølv i firer med styrmand ved OL 1928 i Amsterdam. De øvrige medlemmer af den schweiziske båd var Fritz Bösch, Joseph Meyer, Otto Bucher og Karl Schwegler. Der deltog i alt 11 lande i disciplinen, hvor Italien og Polen tog guld- og bronzemedaljerne. Det var det eneste OL han deltog i.

## OL-medaljer
- 1928:  Sølv i firer med styrmand